# Hundstrup
Hundstrup er en landsby på Fyn med 257 indbyggere  (2024). Hundstrup er beliggende i Hundstrup Sogn fire kilometer nord for Vester Skjerninge og 14 kilometer nordvest for Svendborg. Byen tilhører Svendborg Kommune og er beliggende i Region Syddanmark.
Hundstrup Kirke ligger i byen.
Æblesorten Filippa har sin oprindelse i Hundstrup.